# Andrei Jurjewitsch Stepanow
Andrei Jurjewitsch Stepanow (russisch Андрей Юрьевич Степанов, belarussisch Андрэй Юр’евіч Сцяпанаў/Andrej Jurjewitsch Szjapanau; * 14. April 1986 in Moskau, Russische SFSR) ist ein belarussisch-russischer Eishockeyspieler, der seit August 2020 beim HK Dinamo Maladsetschna aus der belarussischen Extraliga unter Vertrag steht und dort auf der Position des linken Flügelstürmers spielt.

## Karriere
Der in Moskau geborene Stepanow spielte während seiner Juniorenzeit für den HK ZSKA Moskau. Im Alter von 16 Jahren wechselte er 2002 zum Stadtkonkurrenten Krylja Sowetow Moskau. Dort war er bis 2005 aktiv und absolvierte während dieser Zeit die ersten Einsätze in der zweitklassigen Wysschaja Liga. Nach seinem Weggang lief der Stürmer bis 2008 für Torpedo Nischni Nowgorod, HK MWD Twer, Witjas Tschechow, Metallurg Nowokusnezk und HK Dmitrow auf. Für Twer feierte er in der Saison 2005/06 sein Debüt in der Superliga.
Im Sommer 2008 wechselte Stepanow nach Belarus zum HK Junost Minsk. Mit Minsk feierte er zwischen 2009 und 2011 drei Meistertitel in Folge. Vor allem in der Saison 2010/11 absolvierte Stepanow eine ausgezeichnete Spielzeit und beendete die reguläre Saison der belarussischen Extraliga als punktbester Spieler mit 40 Toren und 75 Punkten. Zudem errang er 2011 den IIHF Continental Cup. Diese Leistungen und die darauffolgenden bei der Weltmeisterschaft 2011 brachten ihm ein Engagement in der Kontinentalen Hockey-Liga ein und er entschied sich im Mai 2011, ein Vertragsangebot von Amur Chabarowsk anzunehmen. Ein Jahr später wechselte er innerhalb der Liga zum HK Sibir Nowosibirsk.
Im Oktober 2012 wurde Stepanow zusammen mit Michail Fissenko im Tausch gegen Alexander Nikulin an Amur Chabarowsk abgegeben.
Zu Beginn der Saison 2013/14 spielte Stepanow für Neftechimik Nischnekamsk, ehe er im November 2014 zunächst entlassen und wenige Tage Später vom HK Dinamo Minsk verpflichtet wurde. Für Dinamo absolvierte er 35 Einsätze in der KHL, ehe er im Juni 2015 zum HK Lada Toljatti wechselte, aber im Oktober 2015 wieder zu Dinamo zurückkehrte. Nach fünf Jahren wechselte Stepanow im August 2020 zum HK Dinamo Maladsetschna aus der belarussischen Extraliga.

### International
Stepanow wurde nach seiner Einbürgerung erstmals für die Weltmeisterschaft 2011 in der Slowakei in die belarussische Nationalmannschaft berufen. Er stand in sechs Partien auf dem Eis, erzielte zwei Tore und verbuchte drei Assists. Auch bei den Weltmeisterschaften 2012, 2014, 2015 und 2016 sowie den Qualifikationsturnieren für die Olympischen Winterspiele in Sotschi 2014 und in Pyeongchang 2018 stand er im belarussischen Kader.

## Erfolge und Auszeichnungen
- 2009 Belarussischer Meister mit dem HK Junost Minsk
- 2010 Belarussischer Meister mit dem HK Junost Minsk
- 2011 IIHF-Continental-Cup-Gewinn mit dem HK Junost Minsk
- 2011 Belarussischer Meister mit dem HK Junost Minsk
- 2011 Bester Torschütze der belarussischen Extraliga
- 2011 Topscorer der belarussischen Extraliga